# Liechtenstein na Zimowych Igrzyskach Olimpijskich 2014
Liechtenstein na Zimowych Igrzyskach Olimpijskich 2014 reprezentuje 4 zawodników.

## Skład reprezentacji

### Narciarstwo alpejskie

#### Mężczyźni
| Zawodnik       | Konkurencja   | Czas 1. przejazdu | Czas 2. przejazdu | Czas łączny | Pozycje |
| -------------- | ------------- | ----------------- | ----------------- | ----------- | ------- |
| Marco Pfiffner | Slalom gigant | 1:27,64           | 1:29,08           | 2:56,72     | 42.     |

#### Kobiety
| Zawodnik    | Konkurencja      | Czas 1. przejazdu | Czas 2. przejazdu | Czas łączny | Pozycje |
| ----------- | ---------------- | ----------------- | ----------------- | ----------- | ------- |
| Marina Nigg | Slalom specjalny | 57,47             | 53,17             | 1:50,64     | 21.     |

- Tina Weirather - nie stanęła na starcie biegu zjazdowego oraz supergiganta

### Biegi narciarskie

#### Mężczyźni
| Zawodnik     | Konkurencja       | Czas      | Pozycje |
| ------------ | ----------------- | --------- | ------- |
| Philipp Hälg | bieg indywidualny | 40:41,5   | 27.     |
| Philipp Hälg | Bieg łączony      | 1:12,47,8 | 43.     |